# 群岛行省
群岛行省 （拉丁語：Provincia Insularum）是罗马帝国晚期设立的一个行省，包括爱琴海中的大部分岛屿，现在是希腊的一部分。   

## 历史
本行省原属亚细亚行省。在戴克里先改革后建立的行政体制下，本行省是东方大区下亚细亚管区的一部分，直到查士丁尼一世皇帝将其划归军务监区。 
罗德城是行省的首府，其总督的等级是praeses（希腊语中的霸主）。行省辖有爱琴海群岛中的许多岛屿。根据6世纪的地理著作Synecdemus，该省辖地包括以下城市（岛屿）： 
罗得岛、阿莫爾戈斯島、安德罗斯岛、阿斯蒂帕莱阿岛、希俄斯岛、伊奥斯岛、科斯岛、米洛斯岛、米西姆纳、米蒂利尼、纳克索斯岛、帕罗斯岛、佩特罗斯(Petelos)、普洛斯林恩(Proselene)、萨摩斯岛、锡夫诺斯岛、博兹贾岛、蒂诺斯岛、圣托里尼 。 
基本相当于今日的佐澤卡尼索斯群島、基克拉泽斯群岛、北爱琴海诸岛的大部分以及一些其他岛屿。 
罗得岛的同名首府罗得也是罗得岛都主教的驻地，都主教的教省包括了基克拉泽斯。十一个副主教驻于阿斯蒂帕莱阿岛、伊奥斯岛、尼西罗斯岛等地。